# Levji kralj (film, 1994)
Levji kralj je ameriški animirani glasbeni film iz leta 1994, ki ga je ustvaril Walt Disney Feature Animation in izdal Walt Disney Pictures. To je 32. Disneyjev animirani celovečerni film in peti animirani film, ki je nastal v obdobju, znanem kot Disneyjeva renesansa. Levjega kralja sta režirala Roger Allers in Rob Minkoff, produciral ga je Don Hahn, scenarij so napisali Irene Mecchi, Jonathana Robertsa in Lindo Woolverton. Prvotne pesmi sta napisala skladatelj Elton John in tekstopisec Tim Rice, partituro pa Hans Zimmer. V filmu nastopa ansambelska vokalna zasedba, v kateri so nastopali Matthew Broderick, James Earl Jones, Jeremy Irons, Jonathan Taylor Thomas, Moira Kelly, Nathan Lane, Ernie Sabella, Rowan Atkinson, Robert Guillaume, Madge Sinclair (v zadnji filmski vlogi), Whoopi Goldberg, Cheech Marin in Jim Cummings. Zgodba se odvija v afriškem kraljestvu levov, nanjo pa so vplivale svetopisemske zgodbe Jožefa in Mojzesa ter Hamlet Williama Shakespearea. 